# 布賴格賴格河

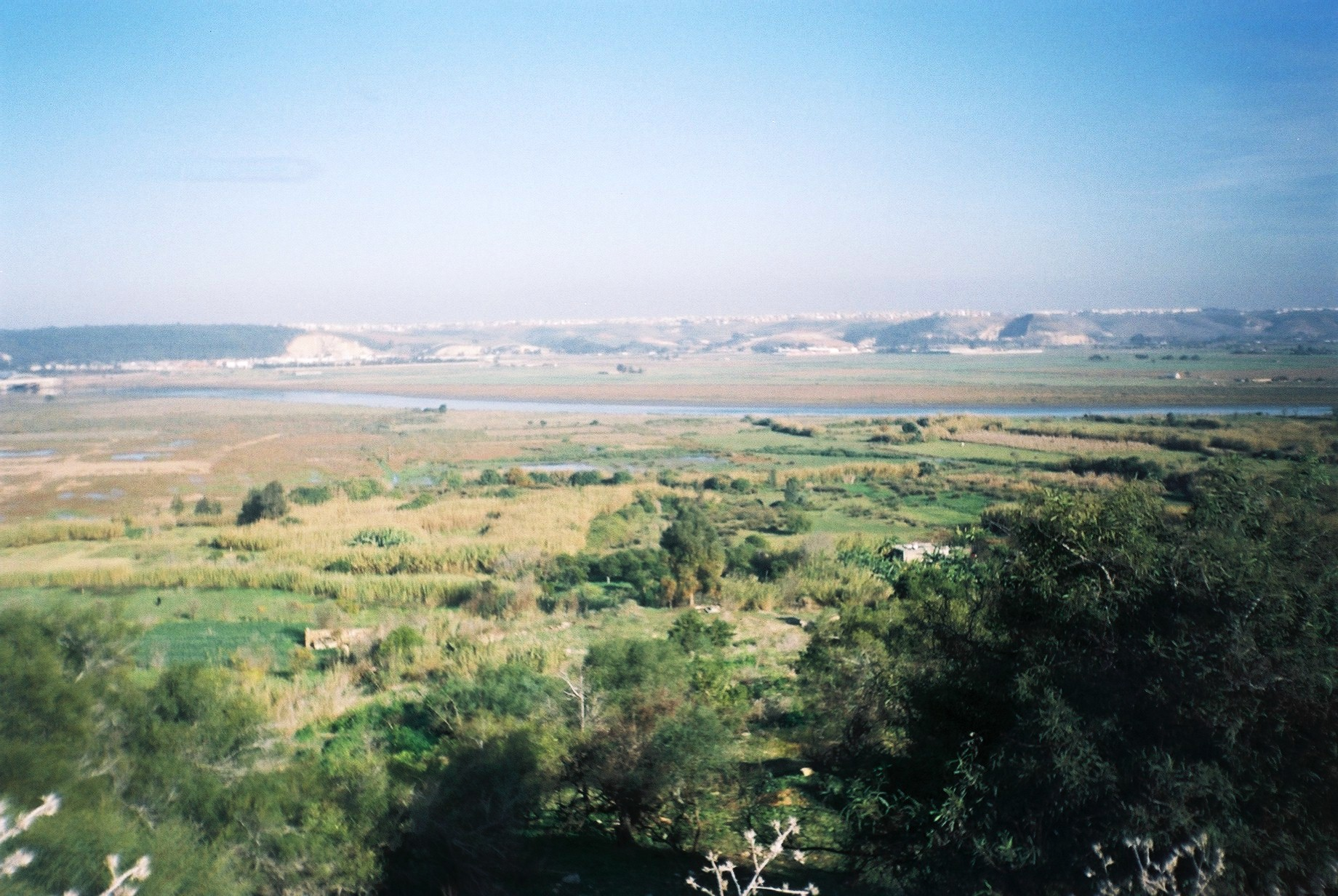
布賴格賴格河

布賴格賴格河（阿拉伯語：أبو رقراق）是非洲的河流，位於摩洛哥西部，河道全長240公里，平均流量每秒23立方米，發源自中阿特拉斯山脈海拔1,627米處，流經拉巴特以南和塞拉以北，最終注入大西洋。
34°1′55″N 6°49′51″W / 34.03194°N 6.83083°W